# 大榭大桥
大榭大桥是中国浙江省宁波市一座跨海大桥。大桥位于北仑区，跨越穿山港，为混凝土连续刚构桥，全长4507米，主桥长418.8米，主桥布置为124.4米+170米+124.4米，宽28.2米，于1997年4月19日开工，2000年6月24日主桥合龙:347-348，2001年4月28日通车，2010年9月15日，大桥B、C匝道通车:27，大桥包含居中预留的单线铁路，是中国大陆第一座公路与铁路建于同一平面的跨海大桥，对宁波港大榭港区和大榭开发区的发展起到了关键作用。